# Giles Brindley
Giles Skey Brindley, GBE (30 de abril de 1926), es un fisiólogo, musicólogo y compositor inglés. Hizo importantes contribuciones al tratamiento de la disfunción eréctil, pero quizá es más célebre por la presentación científica que llevó a cabo en la junta de 1983 de la  Asociación Urológica Estadounidense en Las Vegas, que resultó verdaderamente sorpresiva, pues se desnudó frente a la audiencia para mostrar su erección químicamente inducida e invitó al público a observarla detenidamente. Él se había autoadministrado fenoxibenzamina, un bloqueador alfa 1, en su habitación del hotel antes de la presentación.
También es un pionero en la visión artificial, y desarrolló una de las primeras prótesis visuales de la década de 1960. El dispositivo se puso a prueba en cuatro pacientes invidentes, y les dio ciertas sensaciones visuales básicas pero, considerando la tecnología de la época, aún no era posible alcanzar un mayor desarrollo tecnológico.
Egresado del Downing College, de Cambridge, pasó la mayor parte de su carrera en la Universidad de Londres y en el Hospital Real de Londres, donde fue autor de más de 100 trabajos científicos acerca de diversos temas. Fue asesor del doctor David Marr, especialista en neurociencias que más tarde desarrollaría teorías de cómputo sobre la visión que tuvieron un gran impacto sobre las neurociencias de la visión y la visión artificial.
Tomó la cátedra Ferrier de 1986, premio que otorga la Royal Society cada tres años. Su título honorario se le otorgó por sus investigaciones en bioingeniería.
Brindley inventó un instrumento musical en la década de 1960, el que él llamó "fagot lógico", una versión del bajo controlada electrónicamente. Era más fácil de tocar que un bajo normal, pero nunca pudo comercializarse.
También compuso música para instrumentos de viento, entre otras las Variaciones sobre un tema de Schoenberg".